# Protomyctophum thompsoni
Protomyctophum thompsoni és una espècie de peix de la família dels mictòfids i de l'ordre dels mictofiformes.

## Morfologia
- Els mascles poden assolir 5,2 cm de longitud total.
- Nombre de vèrtebres: 37-39.[4][5]

## Reproducció
És ovípar amb larves i ous planctònics.

## Depredadors
A les Illes Kurils és depredat per Pleurogrammus monopterygius i a Rússia per Bathyraja maculata, Bathyraja matsubarai i Bathyraja parmifera.

## Hàbitat
És un peix marí i d'aigües profundes que viu entre 0-1.500 m de fondària.

## Distribució geogràfica
Es troba al Pacífic nord: Japó i des de les Illes Kurils, la Península de Kamtxatka i el Mar de Bering fins al Golf d'Alaska i la Península de Baixa Califòrnia.
.